# 루카 존스
루카 존스(Luka Jones, 1975년 8월 18일 ~ )는 미국의 영화 배우, 텔레비전 배우이다. 에번스턴에서 태어났다.

## 영화
- 딘 (2016년)
- 워디 (2015년)
- 구스범스 (2015년)
- 그녀 (2013년) - 루멘 역